# Moggio (torrente)
Il torrente Moggio è un corso d'acqua del Trentino-Alto Adige. Il torrente nasce in val di Sella,  ai piedi della Cima Vezzena e dopo aver percorso tutta la valle e l'abitato di Olle, affluisce, sulla destra del fiume Brenta, in prossimità di Borgo Valsugana.